# Завершье (Дрогичинский район)
Завершье (бел. Заверша) — деревня в Дрогичинском районе Брестской области Республики Беларусь. Входит в состав Бездежского сельсовета.
Площадь 1,0 км²

## История
По данным за 1905 год деревня Завершье относилась к Бездежской волости Кобринского уезда и в ней насчитывалось 926 жителей.
Со 2 ноября 1939 года до начала Великой Отечественной войны Завершье было в составе Белорусской ССР. С 1941 года деревня находилась под немецкой оккупацией. В 1944 году при освобождении Белоруссии — вновь в составе Белорусской ССР.

## Историко-культурное наследие
По данным отдела идеологической работы, культуры и по делам молодежи Дрогичинского райисполкома в деревне Завершье находятся:
- Братская могила погибших в годы Первой Мировой войны
- Памятник землякам, погибшим во время Великой Отечественной войны

## Население
| 1999 | 2009 | 2021 |
| ---- | ---- | ---- |
| 434  | ➘336 | ➘177 |

## Инфраструктура
Действует магазин, амбулатория, школа, АЗС, почта.

## Известные люди
- В Завершье родился Моисей Калинникович Юсковец (1898—1969) — советский ученый в области ветеринарии. Академик АН БССР (1950), академик Академии сельскохозяйственных наук БССР (1957—1961), доктор ветеринарных наук (1941), профессор (1943). Заслуженный деятель науки БССР (1958). Участник Гражданской и Великой Отечественной войн.